# Сутина (Муч)
Сутина (хорв. Sutina) — населений пункт у Хорватії, в Сплітсько-Далматинській жупанії у складі громади Муч.

## Населення
Населення за даними перепису 2011 року становило 349 осіб.
Динаміка чисельності населення поселення:

## Клімат
Середня річна температура становить 11,11 °C, середня максимальна – 24,08 °C, а середня мінімальна – -2,39 °C. Середня річна кількість опадів – 934 мм.
| Клімат поселення                              | Клімат поселення | Клімат поселення | Клімат поселення | Клімат поселення | Клімат поселення | Клімат поселення | Клімат поселення | Клімат поселення | Клімат поселення | Клімат поселення | Клімат поселення | Клімат поселення | Клімат поселення |
| Показник                                      | Січ.             | Лют.             | Бер.             | Квіт.            | Трав.            | Черв.            | Лип.             | Серп.            | Вер.             | Жовт.            | Лист.            | Груд.            |                  |
| Середній максимум, °C                         | 8,08             | 8,06             | 11,09            | 14,67            | 19,38            | 23,32            | 23,98            | 24,08            | 19,93            | 15,69            | 10,76            | 8,28             |                  |
| Середня температура, °C                       | 2,84             | 2,84             | 5,86             | 9,43             | 14,15            | 18,08            | 20,22            | 20,30            | 16,16            | 11,92            | 6,99             | 4,50             |                  |
| Середній мінімум, °C                          | −2,39            | −2,39            | 0,64             | 4,20             | 8,93             | 12,86            | 16,44            | 16,54            | 12,38            | 8,14             | 3,21             | 0,72             |                  |
| Норма опадів, мм                              | 75               | 67               | 72               | 79               | 65               | 66               | 44               | 57               | 83               | 104              | 121              | 101              |                  |
| Середньомісячна швидкість вітру, м/с          | 2.77             | 3.07             | 3.12             | 2.97             | 2.66             | 2.36             | 2.32             | 2.24             | 2.51             | 2.65             | 3.11             | 3.17             |                  |
| Середньомісячна сонячна радіація, кДж/м²·день | 5486             | 8242             | 11815            | 16153            | 19889            | 22480            | 24115            | 21241            | 15880            | 10377            | 5935             | 4651             |                  |
| --------------------------------------------- | ---------------- | ---------------- | ---------------- | ---------------- | ---------------- | ---------------- | ---------------- | ---------------- | ---------------- | ---------------- | ---------------- | ---------------- | ---------------- |
| Джерело:                                      |                  |                  |                  |                  |                  |                  |                  |                  |                  |                  |                  |                  |                  |